# Euchontha albimacula
Euchontha albimacula är en fjärilsart som beskrevs av W. Warren 1900. Euchontha albimacula ingår i släktet Euchontha och familjen tandspinnare. Inga underarter finns listade i Catalogue of Life.